# Антихасия
Антихасия (на гръцки: Αντιχάσια) е планина в северната част на Трикалско и Лариско в Тесалия, Гърция.
Антихасия е планински комплекс, който се простира в северната и североизточната част на Трикалско, южно от планинския комплекс на Камбуница на границите с Гревенско и Лариско и между реките Вулгарис (Титарисиос) на изток и Мургани (Йонос) на запад. Антихасия е разделена на следните планини Агурос, Аркуда, Конискос (Пангакена), Старба (Стаоса, Корифи), Метеора, Митрица (Метеризия, Пирамида).